# Нейві-Айленд
Нейві-Айленд (англ. Navy Island) — невеликий безлюдний лісистий острів на річці Ніагара у провінції Онтаріо, Канада. Розташований навпроти міста Гранд-Айленд, що знаходиться на однойменному острові і належить до території штату Нью-Йорк, США, і в 4,5 км від водоспаду Горсшу — найбільшого із трьох водоспадів Ніагарського водоспаду. Національне історичне місце Канади з 1921 року, перебуває під управлінням канадської урядової організації «Парки Канади». Площа становить 1,2 км2. На острові у 1837—1838 роках існувала недовготривала Республіка Канада. Острів закритий для відвідувачів і заборонений для кемпінгу.

## Історія

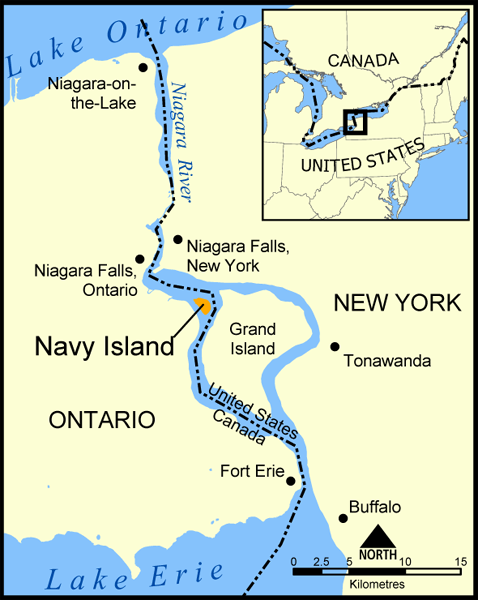
Розташування острова Нейві-Айленд на річці Ніагара

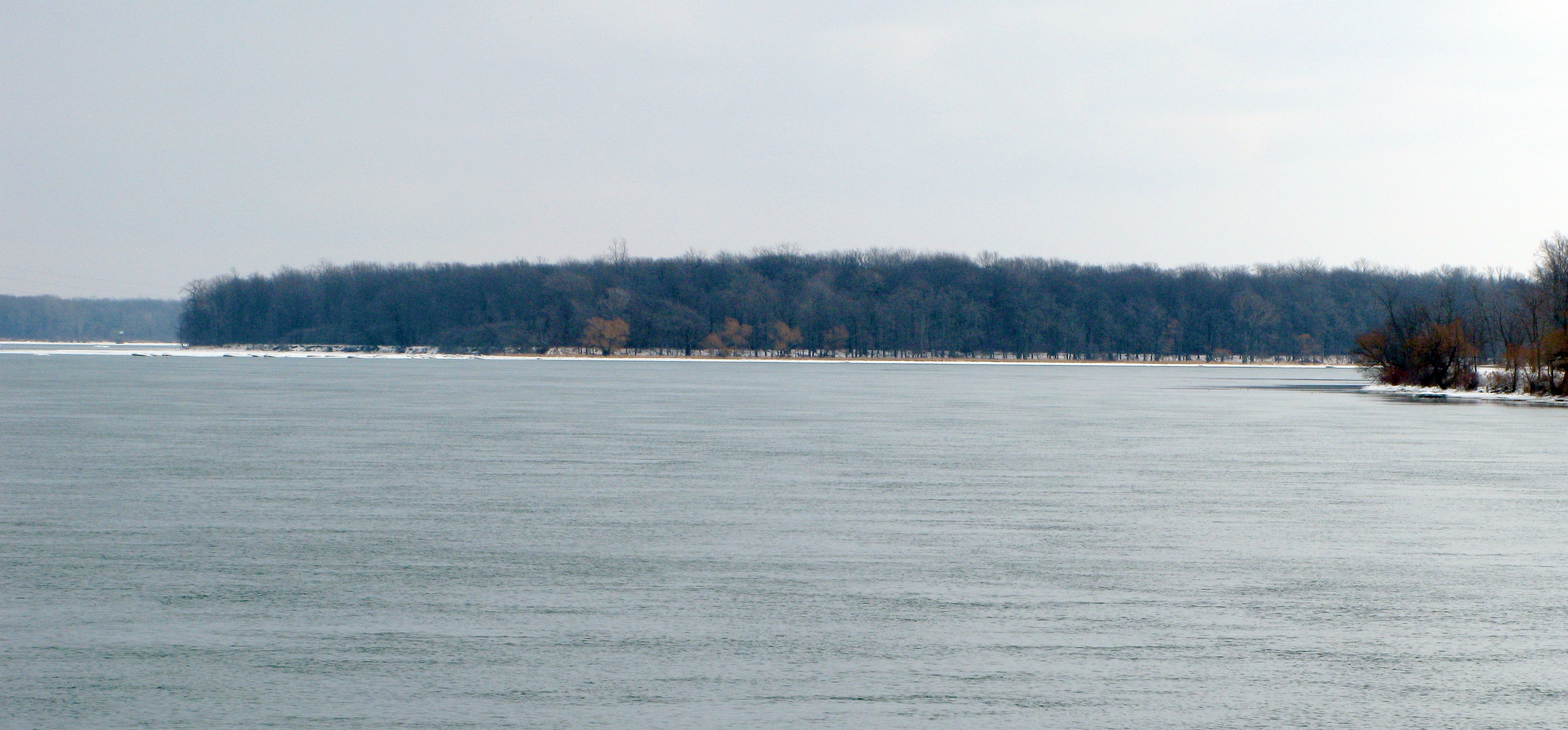
Нейві-Айленд узимку з боку Онтаріо

Уперше Нейві-Айленд був заселений людьми з археологічної культури ламока близько 2000 років до н. е. й людьми медовудської (Meadowood) культури близько 1000 років до н. е.
Під час французької колонізації та в часи Нової Франції острів був відомий як Іль-де-ла-Маріна (фр. Île de la Marina). На острові або поблизу французи будували судна для плавання Великими озерами. Два такі судна були спалені французами на Іль-де-ла-Маріна 1759 року. Території Нової Франції перейшли у володіння Великої Британії 1763 року; британці побудували на острові корабельню. Під час британсько-американської війни на острові перебував загін провінційної морської піхоти із блокгаузом та складом, що були побудовані на південно-західній частині острова. Корабельня припинила роботу 1813 року, проте не була перенесена до Верхньої Канади до 1822 року.
У грудні 1837 року політик та лідер повстання у Верхній Канаді Вільям Лайон Макензі та близько двохсот його прихильників захопили острів і проголосили на ньому незалежну Республіку Канаду. Старий блокгауз був зайнятий повстанськими силами. З приходом Макензі на острові було двадцять п'ять осіб, проте зрештою їхня кількість збільшилася до понад шестисот. 13 січня 1838 року повстанці були змушені покинути острів і по річці Ніагара переправилися до Сполучених Штатів.

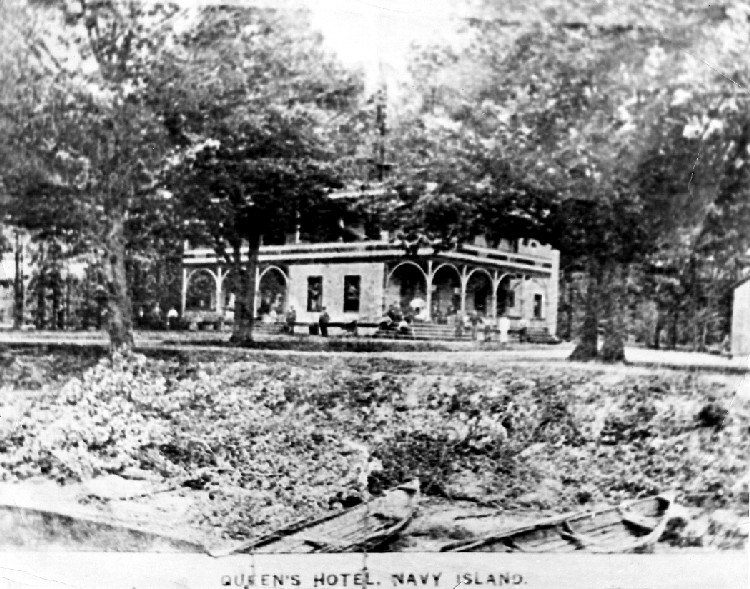
Готел «Queen's Hotel» на острові. Фотографія приблизно 1876—1910 років

1875 року на острові побудували готель «Queen's Hotel», що став популярним місцем для літнього відпочинку. Він згорів під час пожежі у 1910 році.
У північно-східній, центральній, південній, північно-західній та південно-західній частинах острова були розташовані ферми та фруктові сади. Після того, як люди покинули острів, ці землі знову заросли лісом. Більшість дерев на острові — це дуби та гікорі. На півдні острова, на березі Ніагари, є пам'ятна дошка острову.
У 1945 та 1946 роках існувала пропозиція зробити Нейві-Айленд столицею світового миру (World Peace Capital) і збудувати на ньому штаб-квартиру Організації Об'єднаних Націй. Острів вважався для цього найкращим місцем, оскільки лежав на кордоні між «двома мирними країнами». Було запропоновано передати острів у розпорядження ООН і передати його урядові Канади, якщо штаб-квартиру вирішать перенести. Згодом її таки перенесли на нинішнє місце у Нью-Йорку.